# Liste der Stolpersteine in Bad Sobernheim
Die Liste der Stolpersteine in Bad Sobernheim enthält alle 13 Stolpersteine, die Gunter Demnig in Bad Sobernheim am 6. Mai 2020 verlegen sollte. Die Stolpersteine konnten wegen Corona nicht verlegt werden, deshalb wurden die Steine am 28. Oktober 2020 durch den Bauhof verlegt. Sie sollen an die Opfer des Nationalsozialismus erinnern, die in Bad Sobernheim ihren letzten bekannten Wohnsitz hatten, bevor sie deportiert, ermordet, vertrieben oder in den Suizid getrieben wurden.
Hinweis: Die Liste ist sortierbar. Durch Anklicken eines Spaltenkopfes wird die Liste nach dieser Spalte sortiert, zweimaliges Anklicken kehrt die Sortierung um. Durch das Anklicken zweier Spalten hintereinander lässt sich jede gewünschte Kombination erzielen.

## Liste der Stolpersteine
| Bild | NS-Opfer Inschrift                                                                                    | Verlegedatum  | Adresse               | Anmerkungen |
| ---- | --- | ------------- | --------------------- | ----------- |
|      | Hier wohnte Jakob Ostermann Jg. 1872 deportiert 1942 Theresienstadt ermordet 29.11.1943               | 28. Okt. 2020 | Wilhelmstraße 4 ·     | [ 2 ]       |
|      | Hier wohnte Johanna Ostermann geb. Mayer Jg. 1882 deportiert 1942 Theresienstadt ermordet 21.8.1942   | 28. Okt. 2020 | Wilhelmstraße 4 ·     |             |
|      | Hier wohnte Henriette Ostermann verh. Eppstein Jg. 1915 Flucht 1936 Palästina                         | 28. Okt. 2020 | Wilhelmstraße 4 ·     |             |
|      | Hier wohnte Alfred Ostermann Jg. 1904 Flucht 1936 USA                                                 | 28. Okt. 2020 | Wilhelmstraße 4 ·     |             |
|      | Hier wohnte Meta Ostermann verh. Kalbermann Jg. 1903 Flucht 1938 USA                                  | 28. Okt. 2020 | Wilhelmstraße 4 ·     |             |
|      | Hier wohnte Dr. Wilhelm Ostermann Jg. 1902 Berufsverbot 1938 'Schutzhaft' 1938 Dachau Flucht 1939 USA | 28. Okt. 2020 | Wilhelmstraße 4 ·     |             |
|      | Hier wohnte Franziska Ostermann verh. Dr. Frances Henry Jg. 1931 Flucht 1939 USA                      | 28. Okt. 2020 | Wilhelmstraße 4 ·     |             |
|      | Hier wohnte Käthe Ostermann geb. Czarnetzki Jg. 1905 Flucht 1939 USA                                  | 28. Okt. 2020 | Wilhelmstraße 4 ·     |             |
|      | Hier wohnte Nathan Landau Jg. 1878 deportiert 1942 Krasniczyn ermordet                                | 28. Okt. 2020 | Wilhelmstraße 4 ·     |             |
|      | Hier wohnte Emilie Landau geb. Gerson Jg. 1882 deportiert 1942 Krasniczyn ermordet                    | 28. Okt. 2020 | Wilhelmstraße 4 ·     |             |
|      | Hier wohnte Heinrich Marum Jg. 1848 deportiert 1942 Theresienstadt ermordet 10.8.1942                 | 28. Okt. 2020 | Kirchstraße 17 ·      | [ 3 ]       |
|      | Hier wohnte Friederike Wolff geb. Fröhlich Jg. 1873 deportiert 1942 Theresienstadt ermordet 8.7.1944  | 28. Okt. 2020 | Hüttenbergstraße 30 · | [ 4 ]       |
|      | Hier wohnte Anna Hartheimer geb. Siegel Jg. 1880 deportiert 1942 ermordet in Theresienstadt           | 28. Okt. 2020 | Hüttenbergstraße 12 · | [ 5 ]       |